# Ctenolimnophila decisa
Ctenolimnophila decisa är en tvåvingeart som först beskrevs av Alexander 1914.  Ctenolimnophila decisa ingår i släktet Ctenolimnophila och familjen småharkrankar. Inga underarter finns listade i Catalogue of Life.